# Fuera de juego (película de 2002)
Fuera de juego es una película ecuatoriana, dirigida por el cineasta Víctor Arregui, que narra el sueño de un joven por escapar a España dejando atrás la realidad de su país.

## Sinopsis
Juan es un joven ecuatoriano de origen pobre que sueña con emigrar a España para escapar de la terrible situación de su país. En busca del dinero que necesitará para hacer realidad su sueño, termina involucrándose en actos delincuenciales, por su desesperación y los efectos que sobre su familia y el entorno que lo rodea ocasionado por el colapso social, económico y moral de su país.

## Elenco
| Actor             | Personaje |
| ----------------- | --------- |
| Manolo Santillán  | Juan      |
| Daniel Bustamante | Jaime     |
| Fabián Velasco    | Padre     |
| Ximena Ganchala   | Gioconda  |
| Gerardo Pinto     | Eduardo   |
| Jimmy Pazmiño     | Tío       |
| Silvia Vimos      | María     |
| Narcisa Ruales    | Madre     |
| Galo Betancourt   | Cristian  |
| Alejandro Cruz    | Poeta     |

## Premios
1. Premio de las industrias técnicas en Cine en Construcción 2 - Festival de Cine de San Sebastián, septiembre 2002
2. Premio Cine en Construcción - 51º Festival de San Sebastián, España, setiembre 2003
3. Sección Oficial : Premio por la paz y la resistencia - Festival de Turín, noviembre 2003
4. Preselección Premios Goya, noviembre 2003.
5. Operas primas - 25° Festival de Nuevo Cine Latinoamericano de La Habana,diciembre 2003